# Cadre-45/2-Weltmeisterschaft 1934

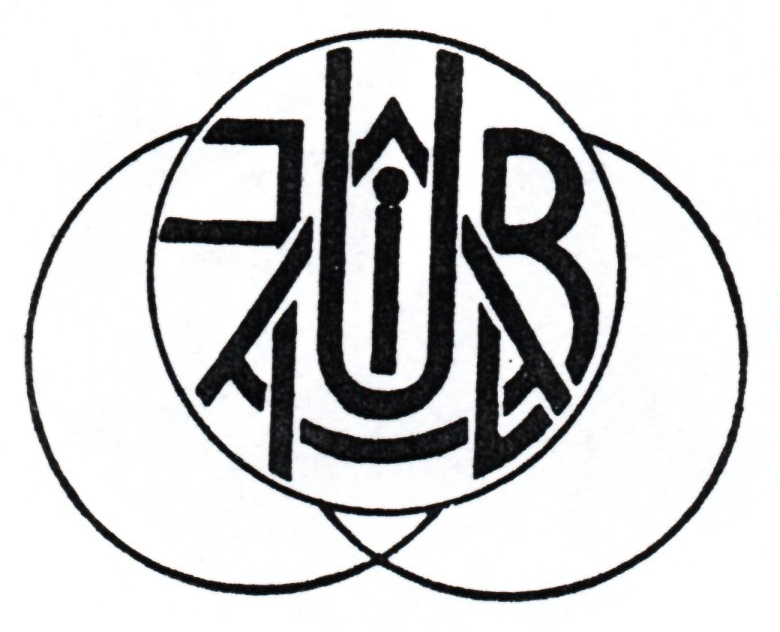
Logo UIFAB (ausrichtender Verband)

Veranstaltungsort: Groningen

Die Cadre-45/2-Weltmeisterschaft 1934 war die 27. Weltmeisterschaft, die bis 1947 im Cadre 45/2 und ab 1948 im Cadre 47/2 ausgetragen wurde. Das Turnier fand vom 15. bis zum 18. Februar 1934 in Groningen statt. Es war die zweite Cadre 45/2 Weltmeisterschaft in den Niederlanden.

## Geschichte
Nach vielen guten Platzierungen in den letzten Jahren wurde der Belgier Gustave van Belle erstmals Cadre 45/2 Weltmeister. Einen guten dritten Platz belegte der amtierende Freie Partie Weltmeister Walter Joachim aus Berlin. Erstmals wurde bei dieser Weltmeisterschaft mit Aufnahmengleichheit gespielt. Somit waren auch Unentschieden möglich.

## Turniermodus
Es wurde im Round Robin System bis 400 Punkte gespielt. Bei MP-Gleichstand (außer bei Punktgleichstand beim Sieger) wird in folgender Reihenfolge gewertet:
1. MP = Matchpunkte
2. GD = Generaldurchschnitt
3. HS = Höchstserie

## Abschlusstabelle

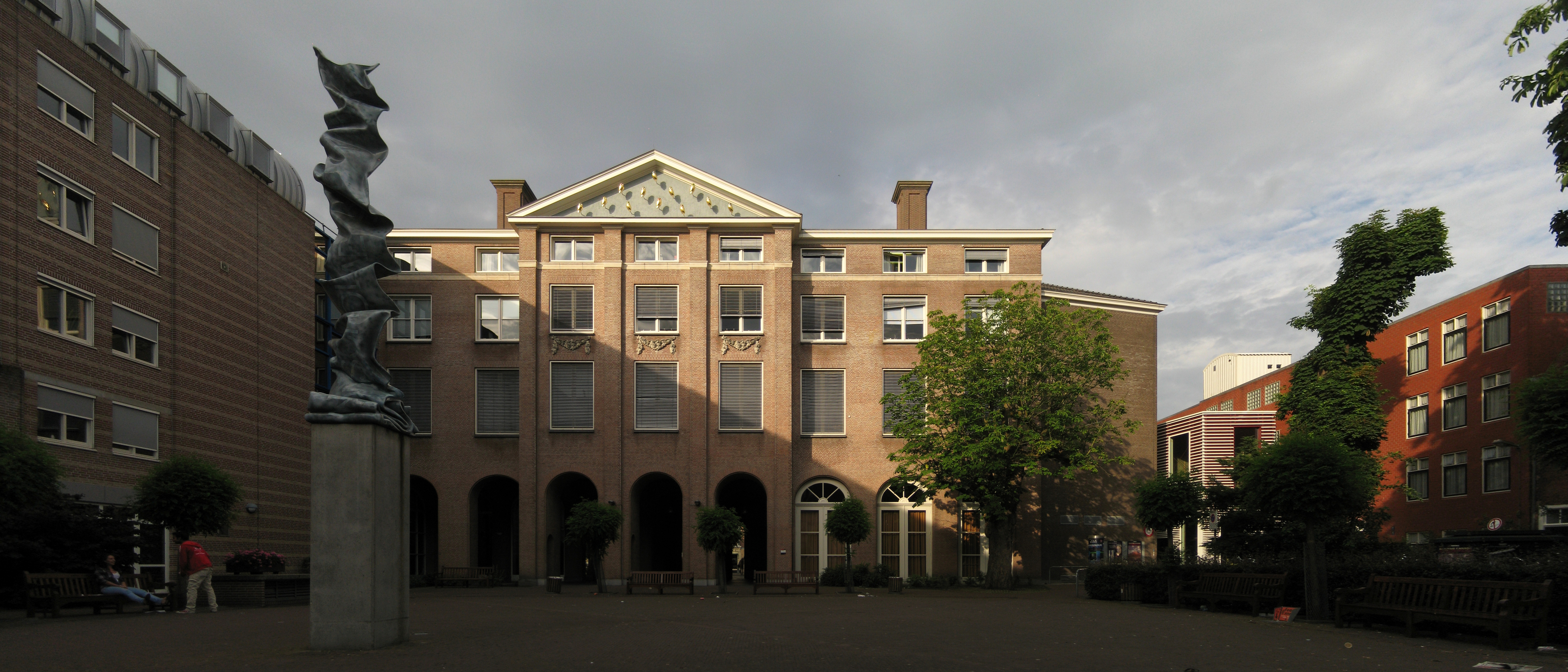
De Harmonie in Groningen

| MP    | Match Points (Sieger = 2; Unentschieden = 1; Verlierer = 0) |
| Pkte. | Erzielte Karambolagen                                       |
| Aufn. | Benötigte Versuche                                          |
| GD    | Generaldurchschnitt                                         |
| BED   | Bester Einzeldurchschnitt eines Spielers                    |
| HS    | Höchstserie                                                 |
|       | Bester GD des Turniers                                      |
|       | Bester ED des Turniers                                      |
|       | Beste HS des Turniers                                       |
|       | 1. Platz (Gold)                                             |
|       | 2. Platz (Silber)                                           |
|       | 3. Platz (Bronze)                                           |

| Platz                      | Name              | MP   | Pkte. | Aufn. | GD    | BED   | HS  |
| -------------------------- | ----------------- | ---- | ----- | ----- | ----- | ----- | --- |
| 1                          | Gustave van Belle | 11:3 | 2636  | 132   | 19,96 | 40,00 | 155 |
| 2                          | Jean Albert       | 10:4 | 2440  | 134   | 18,20 | 28,57 | 145 |
| 3                          | Walter Joachim    | 9:5  | 2564  | 188   | 13,63 | 25,00 | 92  |
| 4                          | Constant Côte     | 8:6  | 2502  | 149   | 16,79 | 23,52 | 124 |
| 5                          | Théo Moons        | 6:8  | 2389  | 117   | 20,41 | 30,76 | 142 |
| 6                          | Jan Wiemers       | 6:8  | 2485  | 159   | 15,62 | 23,52 | 116 |
| 7                          | Jan Sweering      | 6:8  | 2344  | 167   | 14,03 | 21,05 | 103 |
| 8                          | Werner Sorge      | 0:14 | 1559  | 167   | 9,33  | –     | 80  |
| Turnierdurchschnitt: 15,58 |                   |      |       |       |       |       |     |